# Eleições parlamentares europeias de 1996 (Finlândia)
As eleições parlamentares europeias de 1996 foram realizadas a 20 de Outubro, e serviram para eleger, pela primeira vez, os 16 deputados do país para o Parlamento Europeu.

## Resultados Nacionais
| Partido                 | Partido                       | Votos     | %               | Deputados |
| ----------------------- | ----------------------------- | --------- | --------------- | --------- |
|                         | Partido do Centro             | 548 041   | 24,36 / 100,00  | 4 / 16    |
|                         | Partido Social-Democrata      | 482 577   | 21,45 / 100,00  | 4 / 16    |
|                         | Partido da Coligação Nacional | 453 729   | 20,17 / 100,00  | 4 / 16    |
|                         | Aliança de Esquerda           | 236 490   | 10,51 / 100,00  | 2 / 16    |
|                         | Aliança dos Verdes            | 170 670   | 7,59 / 100,00   | 1 / 16    |
|                         | Partido Popular Sueco         | 129 425   | 5,75 / 100,00   | 1 / 16    |
|                         | Jovens Finlandeses            | 68 134    | 3,03 / 100,00   | 0 / 16    |
|                         | Liga Cristã Finlandesa        | 63 279    | 2,81 / 100,00   | 0 / 16    |
|                         | Alternativa à UE              | 47 687    | 2,12 / 100,00   | 0 / 16    |
|                         | Outros                        | 49 379    | 2,20 / 100,00   | 0 / 16    |
| Votos inválidos         | Votos inválidos               | 117 093   | 4,95 / 100,00   |           |
| Total                   | Total                         | 2 366 504 | 100,00 / 100,00 | 16 / 16   |
| Eleitorado/Participação | Eleitorado/Participação       | 4 108 703 | 57,60 / 100,00  |           |
| Fonte                   | Fonte                         | [ 1 ]     | [ 1 ]           | [ 1 ]     |